# Aurland
Aurland est une kommune de Norvège. Elle est située dans le comté de Vestland. Le centre administratif de la commune est le village d'Aurlandsvangen. La commune comprend aussi les villages de  Bakka, Flåm, Undredal, et Gudvangen.

## Étymologie
Le nom Aurland vient du vieux norrois aurr qui signifie gravier, et land qui signifie endroit ou territoire.

## Histoire

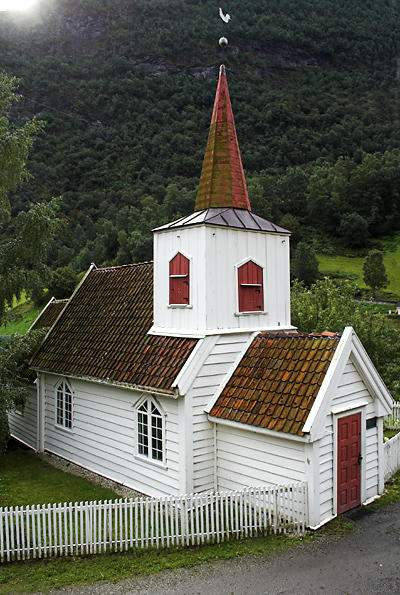
La Stavkirke d'Undredal

Les premiers habitants vivaient de la chasse et de la pêche, jusqu'à ce que s'installe progressivement l'agriculture, il y a environ 2 000 ans. L'agriculture est toujours importante, grâce au sol fertile et aux nombreuses prairies de montagne. Comme dans tout l'ouest de la Norvège, la zone était surpeuplée au milieu du XIXe siècle. Ces difficultés entraînèrent une émigration importante, et entre 1845 et 1865, 1 050 personnes partirent, principalement vers les États-Unis.
Le tourisme arriva dès le milieu du XIXe siècle, attiré par les possibilités de pêche sportive et de chasse. Les touristes venaient alors principalement d'Angleterre, et on peut toujours trouver des toponymes Anglais.
Ensuite, une nouvelle forme de tourisme arriva, attiré par la beauté naturelle des environs. Ces touristes créa de nombreux emplois dans le domaine des transports et du logement.
La Centrale hydroélectrique d'Aurland mise en service à Aurland (1973-1989) par un réseau complexe de tunnels et barrages en cascade jusqu'à l'Aurlandsfjord deviendra la troisième plus grande du pays.

## Géographie

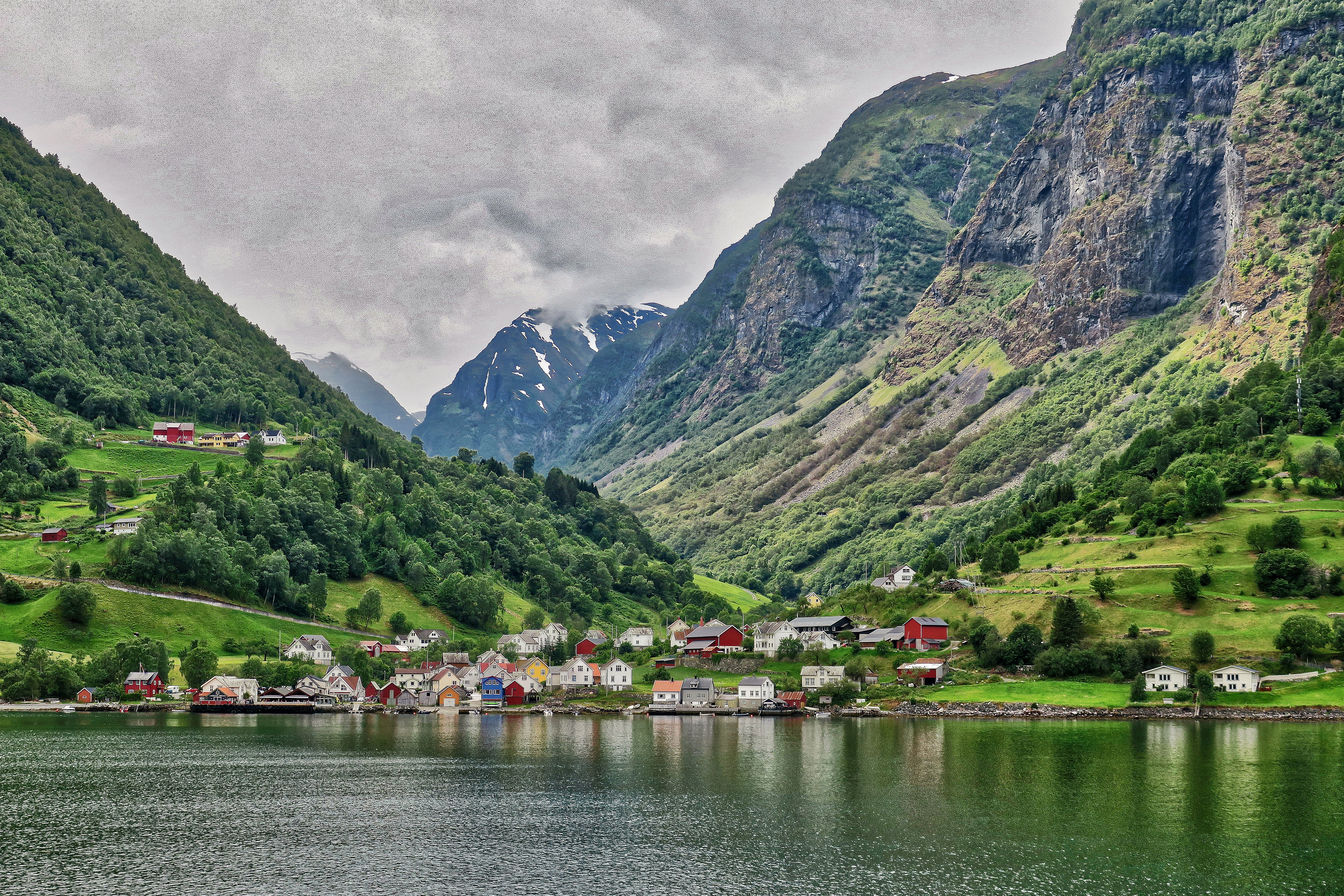
Undredal, un village à Aurland. Juillet 2020.

Aurland se situe à 200 km de la côte ouest de Norvège, au sud-est du comté de Sogn og Fjordane, le long de l'Aurlandsfjord et du Nærøyfjord, qui sont des bras du Sognefjord.
La plupart de la municipalité est constituée de fjords et de montagnes, culminant jusqu'à 1 800 m. Les zones habitées, faiblement peuplées, sont concentrées au fond des vallées. Il y a deux glaciers dans la municipalité: Storskavlen et Blåskavlen.

### Climat
Le climat d'Aurland est marqué, à basse altitude, par des hivers doux, des printemps précoces et des étés chauds. Une moyenne annuelle de 470 mm de précipitations fait de l'Aurland une des zones les moins humides de Norvège. En comparaison, Bergen voit 2 500 mm de précipitations annuelle.

### Végétation
L'Aurland a une flore riche et variée, plutôt caractéristique de l'est de la Norvège que de l'ouest. La faune de montagne est particulièrement riche car la roche contient de la phyllite riche en calcium.

### Geologie
Les plus vieilles roches sont situées au nord-est de la municipalité et datent du précambrien.
La région a pris sa forme actuelle il y a environ 9 000 ans, à la fin de l'ère glaciaire. Les glaciers en reculant ont laissé des moraines, et terrasses glaciaires, dont certaines sont toujours visible au sud de l'église de Flåm.